# Коле Кукијароне (Кампобасо)
Коле Кукијароне је насеље у Италији у округу Кампобасо, региону Молизе.
Према процени из 2011. у насељу је живело 37 становника. Насеље се налази на надморској висини од 529 м.